# Neny-Gletscher
Der Neny-Gletscher ist ein Gletscher an der Fallières-Küste des Grahamlands auf der Antarktischen Halbinsel. Er fließt in nordwestlicher Richtung in den nördlichen Teil des Neny-Fjords. Gemeinsam mit dem in südöstlicher Richtung fließenden Gibbs-Gletscher liegt er in einer diagonalen Senke zwischen dem Neny-Fjord an der Westküste und dem Mercator-Piedmont-Gletscher an der Ostküste der Antarktischen Halbinsel.
Die Benennung des Gletschers geht auf Wissenschaftler United States Antarctic Service Expedition (1939–1941), die den Gletscher als Aufstiegsroute nutzten. Sein Name leitet sich vom gleichnamigen, durch den französischen Polarforscher Jean-Baptiste Charcot im Jahr 1909 benannten Fjord ab.